# Rodrigo Malbernat
Rodrigo Malbernat (Avellaneda, Argentina, 6 de agosto de 1985) es un futbolista argentino que juega como volante. Hizo inferiores en Independiente y luego en River Plate.

## Clubes
| Club                           | País      | Año           |
| ------------------------------ | --------- | ------------- |
| Deportivo Morón                | Argentina | 2006-2007     |
| Acassuso                       | Argentina | 2007-2009     |
| Huracán                        | Argentina | 2009-2010     |
| Juventud Unida Universitario   | Argentina | 2010-2012     |
| San Martín (Tucumán)           | Argentina | 2012-2014     |
| Independiente Rivadavia (Mza.) | Argentina | 2014          |
| All Boys                       | Argentina | 2015          |
| Talleres (RdE)                 | Argentina | 2016 - 2017   |
| El Porvenir                    | Argentina | 2017-2018     |
| Dock Sud                       | Argentina | 2018-2019     |
| Deportivo Español              | Argentina | 2020-presente |